# Подчос Григорій Степанович
Григорій Степанович Подчос (17 серпня 1943, місто Гайсин, тепер Вінницької області — 20 вересня 2020, місто Гайсин Вінницької області) — український діяч, голова Гайсинського районного виробничого об'єднання по агрохімічному обслуговуванню сільського господарства «Сільгоспхімія» Вінницької області. Народний депутат України 1-го скликання.

## Біографія
Народився в родині службовців.
У 1963—1964 роках — помічник машиніста Гайсинської електростанції, у 1964 році — інженер з нової техніки, інженер з трудомістких процесів Гайсинської електростанції Вінницької області.
У 1964—1967 роках — служба в Радянській армії.
У 1967—1978 роках — механік-дефектовник майстерні; змінний інженер автопрофілакторію; заступник керівника Гайсинського районного об'єднання «Райсільгосптехніка» Вінницької області.
Член КПРС з 1970 по 1991 рік.
Закінчив Українську сільськогосподарську академію, інженер-механік.
У 1978—1979 роках — начальник Гайсинського управління міжколгоспшляхбуду Вінницької області.
У 1979—1990 роках — голова Гайсинського районного виробничого об'єднання з агрохімічного обслуговування сільського господарства «Сільгоспхімія» Вінницької області. З 1990 року — голова Гайсинського районного виробничого об'єднання з виконання агрохімічного обслуговування сільського господарства «Родючість» Вінницької області.
18.03.1990 року обраний народним депутатом України, 2-й тур 48,41 % голосів, 3 претенденти. До груп, фракцій не входив. Член Комісії ВР України з питань планування, бюджету, фінансів і цін.
З 1994 року — голова Гайсинського районного державного виробничого об'єднання з виконання агрохімічних робіт «Райагрохім» Вінницької області.
Потім — на пенсії.

## Нагороди
- орден Трудового Червоного Прапора
- медалі